# Старый вокзал (Дюссельдорф)

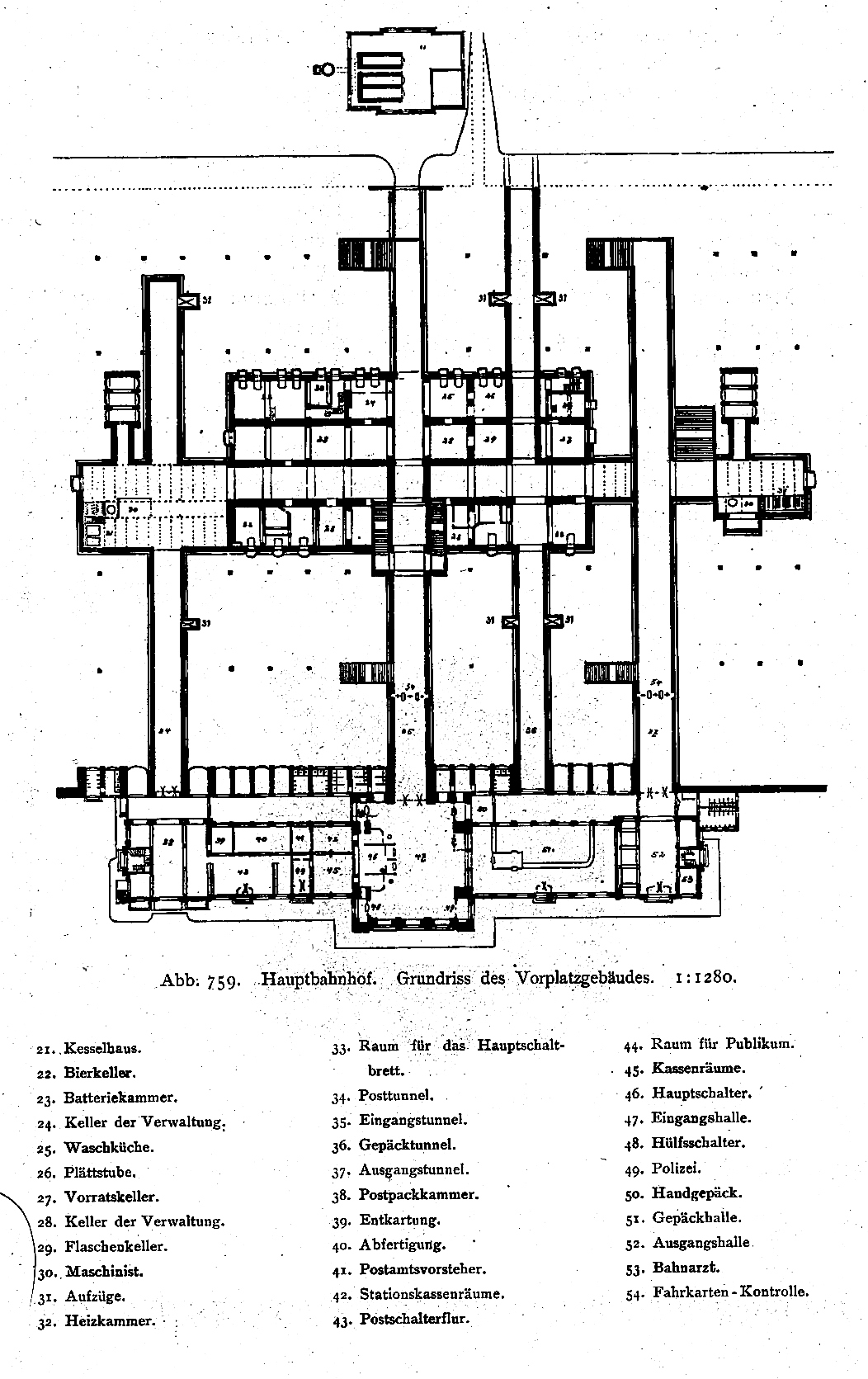
План старого вокзала

Старый вокзал Дюссельдорфа (нем. Alter Bahnhof Düsseldorf) — предшественник Главного вокзала Дюссельдорфа. Он был открыт 1 октября 1891 года как Центральный вокзал Дюссельдорфа и спустя четыре десятилетия снесен ради нового здания.

## Описание

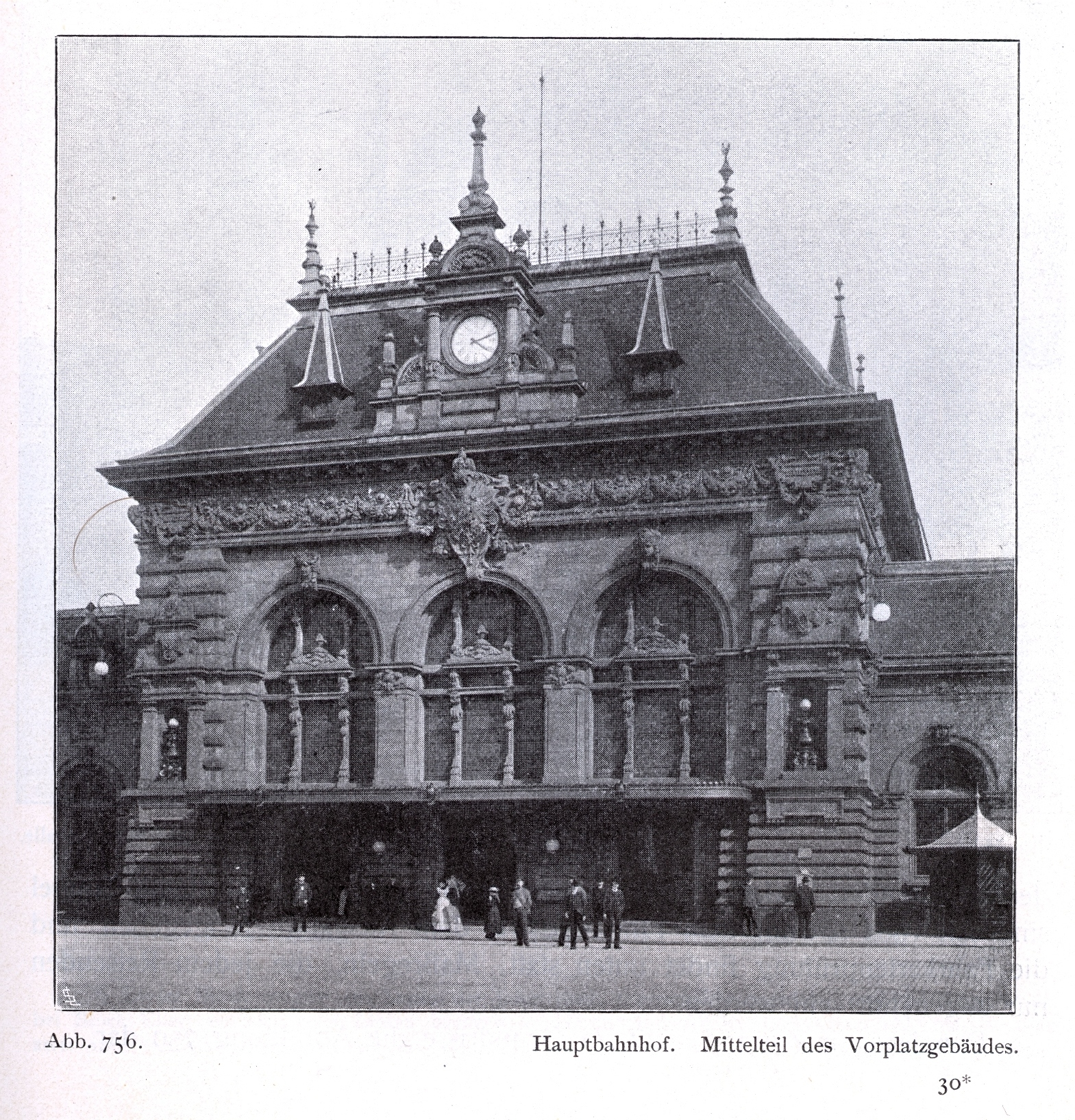
Входной портал Центрального вокзала в стиле "замка"

Старый вокзал был технической копией главного вокзала Кёльна, где был построен «комбинированный тип сквозной двусторонней станции с узким пятичастным фасадным зданием и большим островным зданием для залов ожидания». Он состоял из двух частей: широкая лестница вела от главного входа в атриум. Этот холл тогда служил общественным распределителем. Здесь же в виде отдельной конструкции располагались билетные кассы. Четыре арочных перекрытия возвышались над широким рельсовым ареалом. Рельсовые пути располагались по двум сторонам большого вытянутого островного здания, в котором находились залы ожидания.
Архитектурно и художественно входное здание было связано «очень прямым образом с оформлением главного вокзала Франкфурта» , но без арочного фронтона франкфуртского здания. Как и здание во Франкфурте, оно раскрывало «в богатом орнаменте ... формы немецкого Возрождения». Главные железнодорожные вокзалы Ганновера и Франкфурта послужили источником вдохновения для напоминающего замок центрального входного здания Дюссельдорфского здания с его тремя портальными окнами: «Триада портальных окон центрального входа перевела (...) круглую арку постройки главного вокзала Ганновера в более современные формы Франкфурта, создав современный вариант "замка".
Входное здание выполнено в стиле необарокко и изначально планировалось высоким. Фасад сложен из мелкозернистого песчаника Рейнского Пфальца.
Проект центрального входного здания был разработан Росскотеном — правительственным тайным советником по строительству.
В ходе нового строительства перед зданием вокзала была создана площадь Вильгельма (Wilhelmplatz ) (ныне площадь Конрада Аденауэра) и проложены улицы Бисмаркштрассе, Иммерманнштрассе и Кайзер-Вильгельм-Штрассе (сегодня улица Фридриха Эберта).

## Галерея

Другие виды старого вокзала Дюссельдорфа
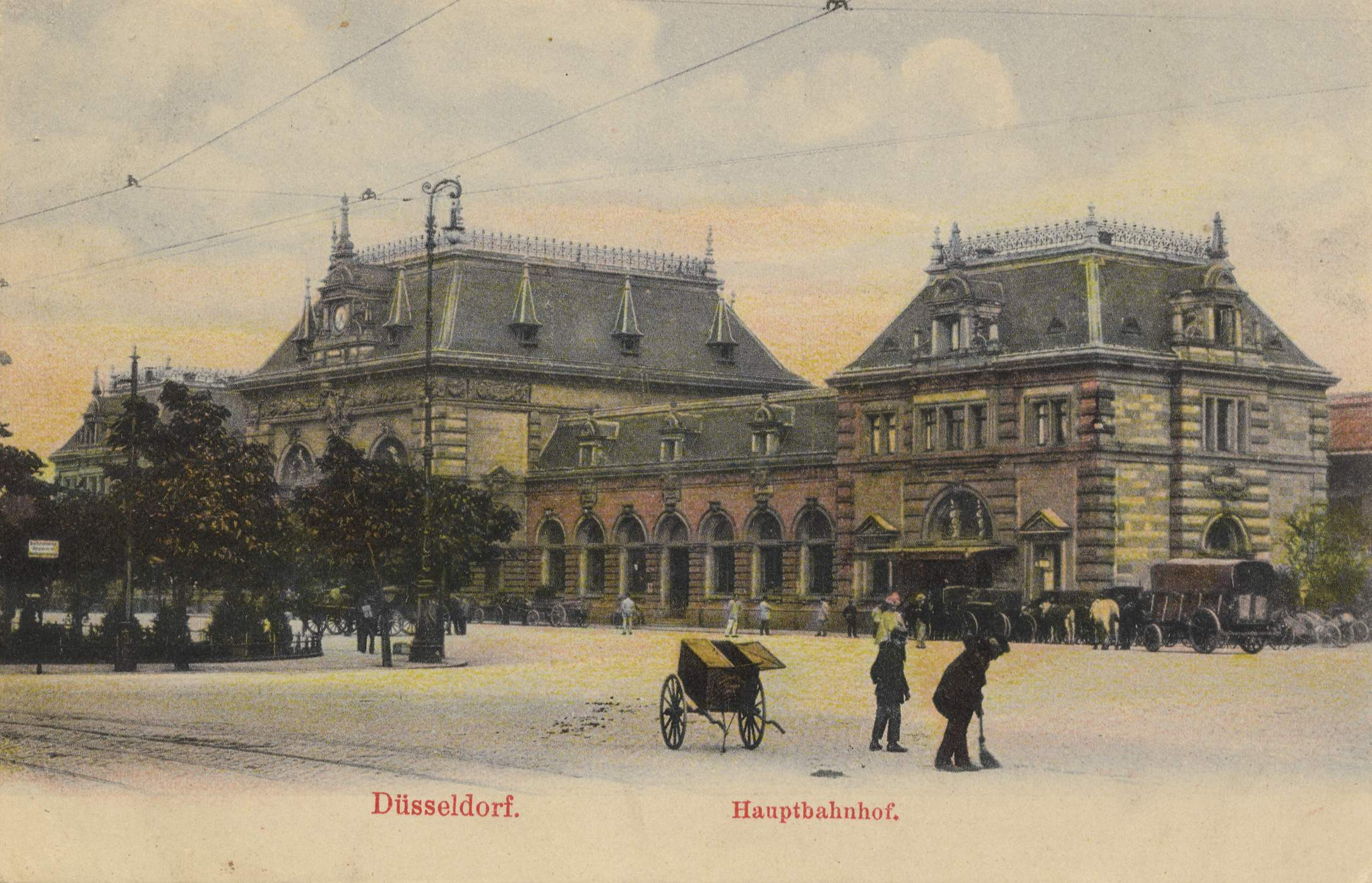
Почтовая открытка около 1900 года
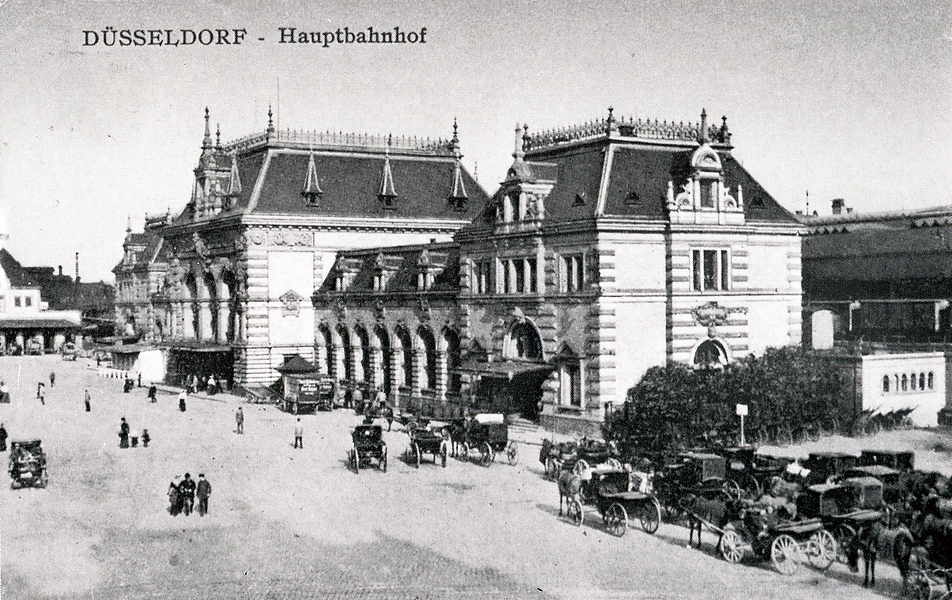
Около 1900 года
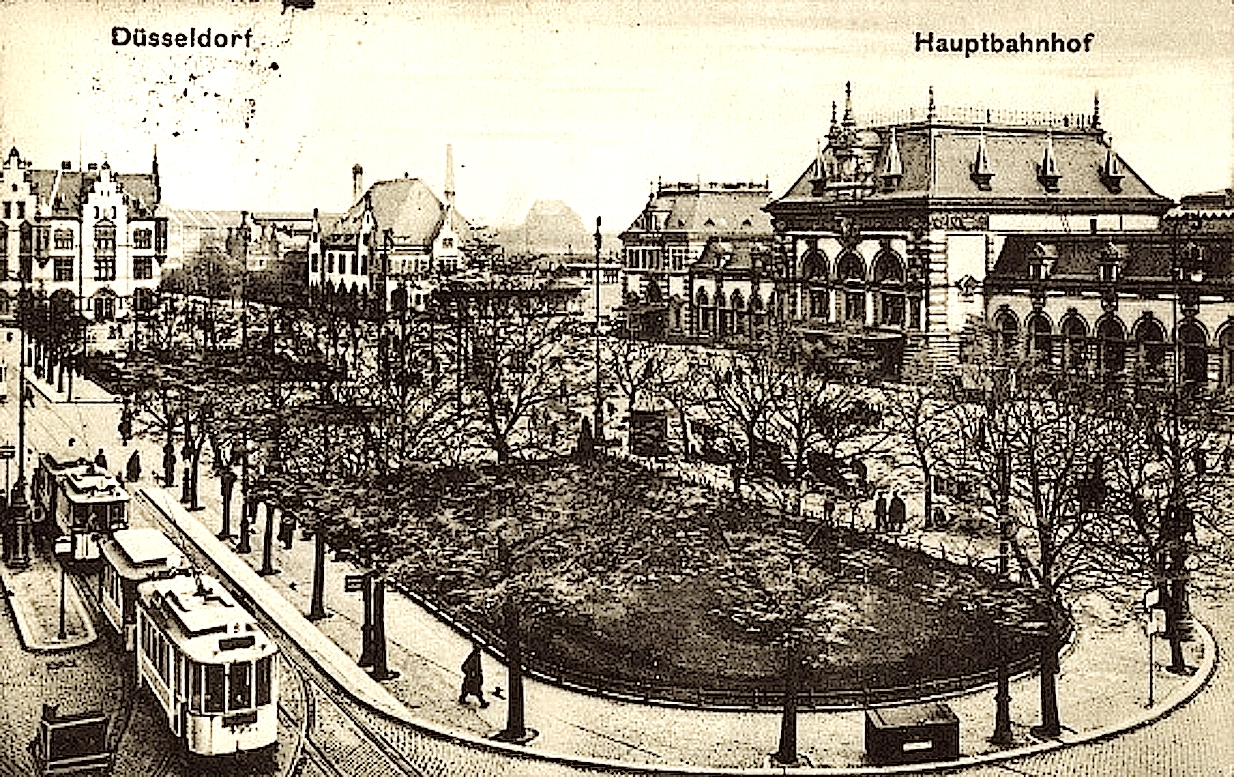
В конце 1920-х годов
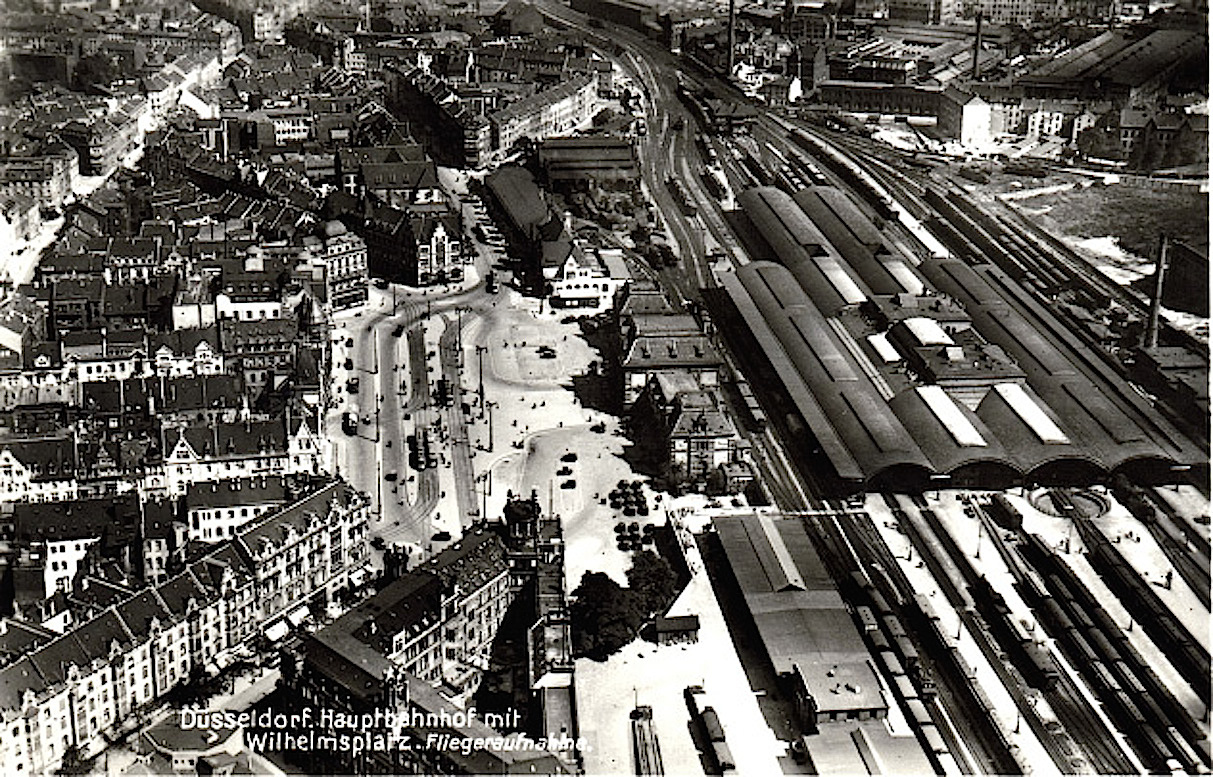
Вид сверху 1926 год